# Odontocera albicans
Odontocera albicans är en skalbaggsart som först beskrevs av Johann Christoph Friedrich Klug 1825.  Odontocera albicans ingår i släktet Odontocera och familjen långhorningar. Inga underarter finns listade i Catalogue of Life.